# Triumfetta glabra
Triumfetta glabra är en malvaväxtart som beskrevs av Spreng.. Triumfetta glabra ingår i släktet triumfettor, och familjen malvaväxter. Inga underarter finns listade i Catalogue of Life.